# Allées Jules-Guesde
Pour les articles homonymes, voir Jules Guesde et Guesde.
Esplanade des Français-d'Afrique-du-Nord
Les allées Jules-Guesde (en occitan : alèas Jules Guesde) et l'esplanade des Français-d'Afrique-du-Nord sont deux voies de Toulouse, chef-lieu de la région Occitanie, dans le Midi de la France.
Fruit de l'urbanisme du XVIIIe siècle, les allées sont, comme le square Boulingrin et les allées qui en rayonnent – allées Forain-François-Verdier, Paul-Sabatier, des Soupirs et Frédéric-Mistral –, aménagées au milieu du siècle sur les plans de l'ingénieur Louis de Mondran, au sud de la vieille ville médiévale et moderne, qui reste enserrée dans ses remparts. L'objectif des élites toulousaines – capitouls, parlement, États de Languedoc – est de doter la ville d'un vaste espace de promenade. Si ce projet, inspiré par les Lumières, n'est pas achevé alors que commence la Révolution française, les allées voient se multiplier les projets monumentaux au cours du XIXe siècle : palais de justice et gendarmeries à l'ouest, facultés des sciences et de médecine au sud, jardins publics à l'est. Depuis 1933, le sol des allées est protégé par une inscription sur la liste des sites classés. Au début du XXIe siècle, le réaménagement des allées Jules-Guesde a rendu aux piétons un espace de promenade et de loisirs au cœur de la ville.

## Situation et accès

### Description
Les allées Jules-Guesde et l'esplanade des Français-d'Afrique-du-Nord sont des voies publiques. Elles se situent à la limite du quartier Saint-Étienne, au nord, et les quartiers Saint-Michel et Busca, au sud.
L'avenue fait partie des artères ceinturant l'hyper-centre-ville, prolongée au nord-est par les allées Forain-François-Verdier, et à l'ouest par les allées Paul-Feuga puis le pont Saint-Michel. Les allées sont divisées actuellement en trois parties principales séparées par une rangée d'arbre chacune. La partie nord possédant une voie à double-sens pour la circulation routière, la partie centrale par un grand espace vert prévu à l'origine pour y faire passer le tramway et possédant également une piste cyclable, et la partie sud qui est une zone piétonne. Deux contre-allées s'ajoutent également de chaque côté de l'artère, totalisant donc cinq parties.
La chaussée, du côté nord des allées, compte une voie de circulation automobile dans chaque sens. Elle appartient à une zone 30 et la vitesse y est limitée à 30 km/h. Il existe également, du côté sud des allées, une piste cyclable dans chaque sens.

### Voies rencontrées
Les allées Jules-Guesde rencontrent les voies suivantes, dans l'ordre des numéros croissants (« g » indique que la rue se situe à gauche, « d » à droite) :
1. Place du Parlement (g)
2. Place Auguste-Lafourcade (d)
3. Rue des Trente-Six-Ponts (d)
4. Rue Alfred-Duméril (d)
5. Rue du Sachet (d)
6. Rue Jean-Baptiste-Lamarck (d)
7. Rue des Jardins (d)
8. Rue Théodore-Ozenne (g)
9. Allée des Justes-des-Nations (d)
10. Square Boulingrin

### Transports

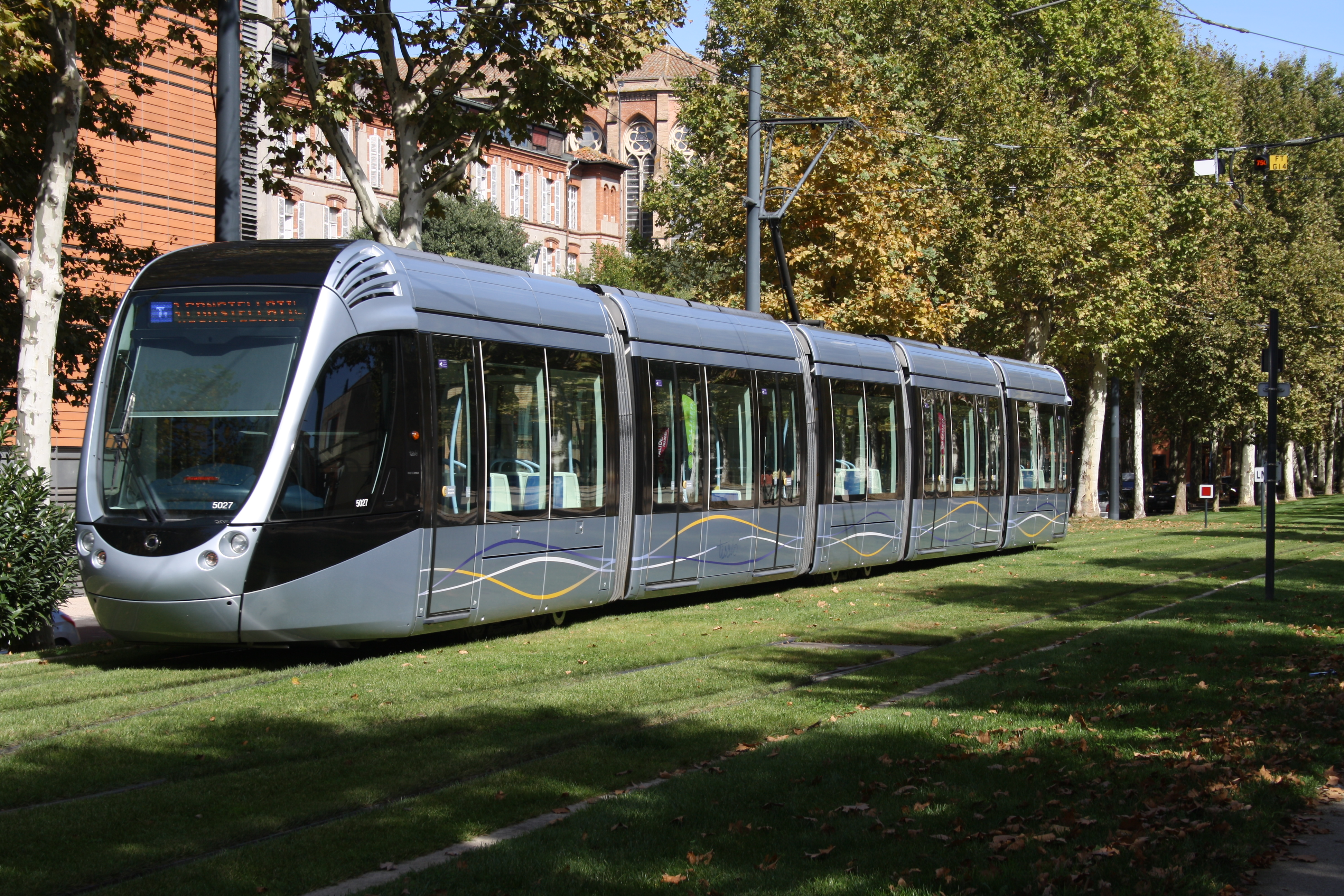
Une rame du tramway au terminus.

Les allées Jules-Guesde sont parcourues et desservies sur toute leur longueur par la ligne de bus 66 ainsi que, entre la rue Théodore-Ozenne et le Boulingrin, par la ligne de bus 44. À l'ouest, sur les allées Paul-Feuga, se trouve également la station Palais-de-Justice, terminus de la ligne de tramway . Tout près, sur la place Auguste-Lafourcade débouche la station Palais-de-Justice, sur la ligne de métro . Enfin, à l'est, sur les allées Frédéric-Mistral et Serge-Ravanel, se trouvent également les arrêts de la ligne du Linéo L9.
Il existe plusieurs stations de vélos en libre-service le long des allées Jules-Guesde ou des voies les plus proches : les stations no 66 (rue du Huit-Mai-1945), no 67 (35 allées Jules-Guesde), no 68 (1 bis allées Jules-Guesde) et no 69 (11 allées Paul-Feuga).

## Odonymie

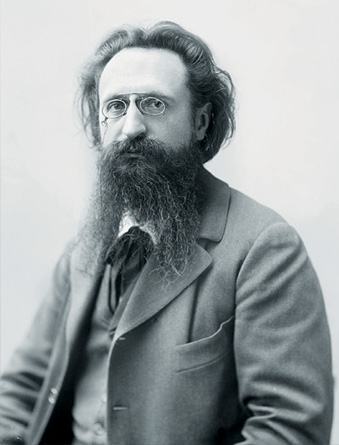
Portrait de Jules Guesde, par l'atelier Nadar (début du XXe siècle, médiathèque de l'architecture et du patrimoine).

Le nom des allées est lié à Jules Guesde (1845-1922). Républicain, hostile au régime impérial, il est journaliste à Toulouse en 1868, où il écrit dans le Progrès libéral. Il s'oriente progressivement vers le socialisme révolutionnaire et se fait le défenseur de la Commune en 1871. Il est poussé à l'exil et adhère à la Première Internationale, où il se rapproche en partie des thèses de Karl Marx. De retour en France en 1876, il s'occupe à réorganiser le mouvement ouvrier et fonde en 1882 le Parti ouvrier français. Face aux « possibilistes », Paul Brousse et Jean Allemane, il incarne la ligne « dure » du mouvement ouvrier, opposée à tout compromis avec les « forces bourgeoises ». Il est élu à la Chambre des députés en 1893 dans la circonscription de Roubaix, puis sans interruption de 1906 jusqu'à sa mort en 1922. En 1905, les différents partis socialistes fusionnent pour former la Section française de l'Internationale ouvrière (SFIO). Face à Jean Jaurès, qui incarne un socialisme réformiste, le courant représenté par Jules Guesde recule. En 1914, il est partisan de la guerre, qu'il voit comme le moyen de faire la révolution, et devient ministre d'État. En 1920, au Congrès de Tours, il choisit de rester dans la SFIO contre la majorité qui crée la Section française de l'Internationale communiste (SFIC).
Lors de sa création, au milieu du XVIIIe siècle, les allées Jules-Guesde étaient connues comme l'Esplanade. Pendant la Révolution française, en 1794, on l'appela allée des Récompenses, car l'esplanade était utilisée lors des grandes cérémonies républicaines. À partir de 1806, elle prit le nom d'allée Saint-Michel, car elle longeait le faubourg du même nom – quoique l'église Saint-Michel n'existait alors déjà plus depuis sa démolition en 1798. Le 28 juillet 1933, la municipalité socialiste d'Étienne Billières voulut rendre hommage à Jules Guesde et donna son nom aux allées, comme on avait donné celui de Jean Jaurès aux allées Lafayette en 1916. Le nom fut conservé, sauf entre 1940 et 1944, sous la municipalité vichyste, qui lui rendit son nom ancien.
C'est le 16 octobre 2015 que, sur volonté de la municipalité de Jean-Luc Moudenc, le cœur des allées, face au Jardin des Plantes, est nommé esplanade des Français-d'Afrique-du-Nord. L'inauguration en est faite le 5 décembre suivant – la date est depuis 2003 celle de la journée nationale d'hommage aux combattants d'Afrique du Nord, qui inclut non seulement les victimes de la guerre d'Algérie de 1956 à 1962, mais aussi des combats qui se sont déroulés dans les protectorats du Maroc et de Tunisie entre 1945 et 1956.

## Histoire

### Moyen Âge
Au Moyen Âge, l'espace occupé par les allées Jules-Guesde est situé à l'extérieur des remparts de la ville. Un chemin passe le long des remparts, que l'on peut franchir par plusieurs portes : d'est en ouest, la porte Montoulieu (emplacement de l'actuelle place du même nom), la porte Montgaillard (emplacement de l'actuelle rue Théodore-Ozenne) et, surtout, la porte du Château (emplacement de l'actuelle place du Parlement). Celle-ci est dominée par le massif imposant que représente le Château Narbonnais, et elle est protégée par une barbacane. Au sud du rempart s'étendent les champs qui entourent la ville. Au-devant de la porte Montoulieu se trouve le pré Montoulieu, probablement un petit tertre planté d'arbres, où se trouve un oratoire dédié à Marie, depuis la découverte vers 1260, dans les fossés, d'une statue miraculeuse.
C'est le long de ce rempart qu'a lieu en 1218 un des événements majeurs de la Croisade albigeoise. Le chef des croisés, le comte Simon de Montfort, assiège la ville qui s'est révoltée contre son autorité. Il  tente avec ses troupes d'entrer dans la ville par la porte de Montoulieu, mais il est tué le 25 juin, obligeant les croisés à décider l'abandon du siège.

### Période moderne
Le sol des actuelles allées Jules-Guesde est à l'époque moderne complètement dégagé, dominé au nord par les remparts que la ville fait encore entretenir au milieu du XVIe siècle, dans la crainte d'une invasion espagnole. En 1522, une terrasse de terre est aménagée en avant des remparts. En 1550, le vieux Château Narbonnais est démoli.
Au sud, le développement économique de la ville et la croissance démographique encouragent le développement de faubourgs autour des principales portes de Toulouse, particulièrement le faubourg Saint-Michel, qui s'organise face à la porte du Château, autour de l'église Saint-Michel. Des maisons sont bâties, particulièrement au carrefour de la grande-rue Saint-Michel, de la rue du Sauzat (actuelle rue des Trente-Six-Ponts) et du chemin de Montaudran (actuelle rue Alfred-Duméril). Au-delà des portes Montgaillard et Montoulieu s'étendent des champs et quelques maisons de campagne.
Dans le premier quart du XVIIe siècle, les Carmes déchaussés arrivent à Toulouse. Leur installation est soutenue par la veuve du président au parlement de Vézian et autorisée par des lettres patentes de juillet 1622. Ils fondent leur couvent à l'extérieur de la ville dans une maison avec jardin près de la porte Montgaillard, au carrefour de la rue du Coq (actuelle rue Lamarck). À l'étroit, malgré l'achat d'une seconde maison, ils entreprennent progressivement la construction de nouveaux bâtiments conventuels. La chapelle, dédiée à saint Joseph, dont les travaux démarrent en 1634, est consacrée en 1665 par l'évêque de Montauban Pierre III de Bertier. Afin d'agrandir leur domaine, les Carmes déchaussés acquièrent en 1714 la propriété Frascati – ou du Petit-Montrabé – qui avait appartenu à Pierre-Paul Riquet,. À la fin du siècle, ils possèdent un vaste terrain clos par un mur qui s'étend entre la rue du Coq ou des Carmes-Déchaussés (actuelle rue Lamarck) à l'ouest, le chemin de Montaudran au sud et la Grande-Allée (actuelles allées Frédéric-Mistral).
Au XVIIIe siècle, la volonté de moderniser l'espace urbain, de l'ouvrir et de le rendre plus agréable, pousse les autorités locales à entreprendre de grands travaux d'aménagements et d'embellissements qui transforment les faubourgs Saint-Michel et Saint-Étienne. En 1749, un premier projet est conçu par François Garipuy, ingénieur et membre des sociétés savantes de la ville. En 1751, un nouveau projet, conçu par l'ingénieur Louis de Mondran, est présenté aux capitouls et approuvé par l'Académie royale de peinture et de sculpture. Il est nettement plus ambitieux : un boulingrin, jardin ovale de 132 toises de long sur 113 de large, au milieu duquel on propose d’établir un grand plateau de gazon, d'où partent six grandes allées bordées d'arbres. Louis de Mondran a par ailleurs obtenu le concours du peintre Antoine Rivalz et de l'architecte Hyacinthe de Labat de Savignac, qui imagine les bâtiments qui doivent border le boulingrin et les allées, ainsi que les nouvelles portes de la ville. Les travaux, dirigés par Philippe Antoine Garipuy, ingénieur de la province de Languedoc, emploient la population miséreuse : la veille de Noël 1751, on compte jusqu'à 3 000 personnes, certaines venant même de Balma. Les travaux sont achevés en 1754, avec le tracé du boulingrin et de cinq allées, la plantation des arbres et des parterres, même si les projets d'une sixième allée, des maisons et des nouvelles portes sont abandonnés,. L'allée sud-est, qui relie le boulingrin à la porte du Château, reçoit le nom d'Esplanade. Le Jardin royal, le premier jardin public de la ville, est également aménagé par Louis de Mondran au nord de l'Esplanade, près du boulingrin, et ouvert au public en 1754.

### Époque contemporaine

#### Révolution française et Empire
Durant la période révolutionnaire, l'espace du Boulingrin et des allées est dévolu aux grandes cérémonies républicaines. Des fêtes patriotiques y sont organisées, notamment la fête de la Fédération en juillet 1790.
En 1790, comme toutes les congrégations religieuses sont supprimées, les carmes déchaussés sont expulsés de leur couvent, qui devient bien national. Durant quelques années, les bâtiments abritent un abattoir à cochons et un atelier national de salage des viandes pour l'armée et la marine. En 1794, un jardin des plantes est aménagé à l'emplacement des jardins du couvent, sur le modèle du Jardin des plantes de Paris. En 1796, à l'initiative du naturaliste Philippe-Isidore Picot de Lapeyrouse, professeur d'histoire naturelle à l'école centrale de Toulouse, directeur du Jardin des plantes et du Cabinet d'histoire naturelle, les collections de l'ancienne Académie des sciences sont installées dans l'ancien couvent des Carmes déchaussés.
En 1806, la chapelle conventuelle Saint-Joseph est rendue au culte en tant qu'église paroissiale du faubourg Saint-Michel, l'église Saint-Michel ayant été détruite en 1798. Elle prend le vocable de Saint-Exupère à l'instigation de l'archevêque de la ville, Claude François Marie Primat. L'église est légèrement transformée par l'architecte Jacques-Pascal Virebent pour adapter cette ancienne chapelle conventuelle à sa nouvelle fonction. En 1812, le groupe représentant Saint Joseph et l'Enfant Jésus est replacé sur la façade. En 1822, l'église est finalement attribuée à la confrérie des Pénitents Blancs,.

#### Les transformations auXIXesiècleet dans la première moitié duXXesiècle
Dans la première moitié du XIXe siècle, de nouvelles constructions s'élèvent le long des allées, tandis que le faubourg Saint-Michel se développe progressivement. Entre 1822 et 1827, la prison d'arrêt départementale est construite par l'architecte Jean-Pierre Laffon à l'angle des allées Saint-Michel et de la nouvelle place du Parlement. Après la démolition de l'ancienne porte de Montoulieu en 1826, le site est transformé. En 1830, la faculté de Médecine est transférée dans le couvent des Carmes déchaussés. L'architecte de la ville, Urbain Vitry, dresse les plans d'un grand amphithéâtre, construit entre 1834 et 1837. Le reste des bâtiments est dévolu au Muséum d'histoire naturelle.

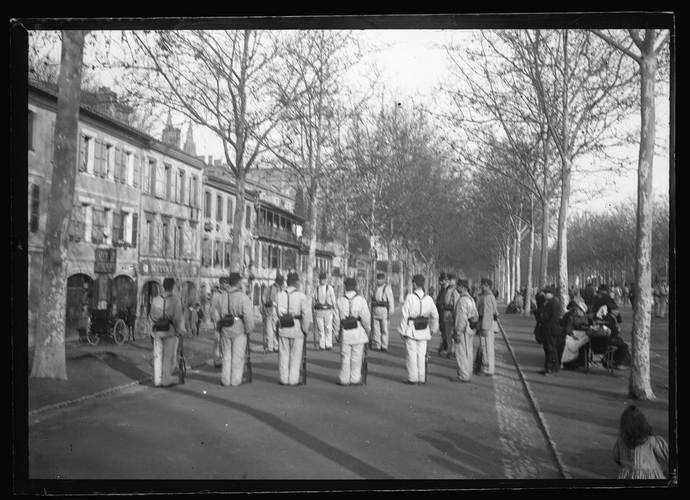
L'animation des allées à la fin du XIXe siècle (1894, Eugène Trutat, archives municipales.

Dans la deuxième moitié du XIXe siècle, les allées Saint-Michel se développent. Le Boulingrin et le Jardin Royal sont aménagés en jardin “anglo-chinois” en 1862. En 1872, les détenus de la prison sont déplacés dans la nouvelle prison Saint-Michel, construite par l'architecte Jean-Jacques Esquié au faubourg Saint-Michel, et les bâtiments sont affectés à la gendarmerie à pied. Entre 1878 et 1890, les allées Saint-Michel sont prolongées à l'ouest jusqu'à la Garonne, dans l'axe du pont Saint-Michel. En 1887, l'exposition internationale se tient au Grand-rond et au Jardin des plantes.
En 1880, le conseil municipal envisage de déplacer la faculté des Sciences, qui se trouve trop à l'étroit dans l'hôtel du Sénéchal (actuel no 17 rue Charles-de-Rémusat). Il est d'abord prévu de l'installer dans le même édifice que la faculté de Médecine et de Pharmacie, mais l'idée est finalement abandonnée et un nouveau bâtiment est construit entre 1885 et 1891 par les architectes Gonzague Grinda et Joseph Galinier. Dans le même temps, le conseil municipal accepte le 27 janvier 1887 les plans du nouvel édifice réalisés par l'architecte Joseph Thillet pour la faculté de Médecine et de Pharmacie. Les travaux, commencés en décembre 1887, prennent fin en 1890. Ainsi, les bâtiments des deux facultés sont officiellement inaugurés le 20 mai 1891 par le président de la République Sadi Carnot, en présence de Jean Jaurès, adjoint au maire délégué à l'Instruction publique.
L'importance des collections scientifiques du Muséum entraîne un réaménagement de l'espace en 1863. La même année, l'architecte André Denat dresse un projet pour la création d'une grande salle d'exposition et l'établissement, placé sous la direction de Jean-Baptiste Noulet, ouvre ses portes au public en juillet 1865.
La faculté des Sciences est agrandie par la construction entre 1901 et 1905 d'un deuxième bâtiment (actuel no 41) par l'architecte Joseph Thillet, à l'emplacement des anciennes serres du Jardin des Plantes. Entre 1927 et 1931, l'amphithéâtre de l'ancienne École de médecine est reconstruit par Joseph Thillet, le peintre Hector d'Espouy l'orne d'une peinture murale représentant une vue de Toulouse prise depuis la Garonne. Il permet au muséum d'avoir une salle de conférence de 500 places.

#### Deuxième moitié duXXesiècle
Après la Seconde Guerre mondiale, la ville de Toulouse connaît un fort développement démographique et les principales institutions du quartier doivent s'y adapter. Dans les années 1950, la faculté des Sciences et la faculté de Médecine et de Pharmacie sont progressivement transférées dans le quartier Rangueil. Elles sont réunies en 1969 au sein de la nouvelle université Toulouse III, qui prend le nom de Paul Sabatier en mémoire de cet enseignant, prix Nobel de chimie en 1912. Dans l'ancien amphithéâtre de la faculté de Médecine et de Pharmacie, la municipalité installe en 1960 une salle de spectacle pour accueillir le Centre dramatique national du Sud-Ouest, installé au Grenier à Toulouse et fondé par Charles Dullin. Il devient, quatre ans plus tard, le théâtre Sorano. Le palais de justice s'agrandit également à plusieurs reprises. Un nouveau bâtiment pour le tribunal d'instance est construit entre 1965 et 1966 sur les plans des architectes Brunerie et Dominique Alet (emplacement de l'ancien no 12). En 1968, la caserne Saint-Michel de la gendarmerie à pied est dévolue au palais de justice comme annexe au tribunal de grande instance.
Mais face au développement de l'automobile, les allées Jules-Guesde doivent se transformer. Le centre des allées est alors occupé par vaste un parking. En 1970, un autopont est construit entre les allées Jules-Guesde et les allées Paul-Feuga par-dessus le carrefour que forment ces deux allées avec la place du Parlement et la place Auguste-Lafourcade.

#### Depuis les années 1990
Le secteur des allées Jules-Guesde connaît de nouveaux changements à partir des années 1990. En 1993, l'autopont des allées Paul-Feuga et Jules-Guesdes est détruit pour laisser la place à un tunnel à 2×2 voies.
En 1996 sont entrepris d'importants travaux de reconstruction et d'agrandissement du Palais de justice, sous la direction de l'architecte Pascal Prunet. Les bâtiments de l'ancienne caserne Saint-Michel, devenue annexe du tribunal de grande instance, sont démolis en 1999, tandis que le tribunal d'instance et le tribunal pour enfants sont déménagés dans de nouveaux locaux avenue Camille-Pujol (actuel no 40) en février 2000. En 1999, en 2002-2003 et 2005-2006, des fouilles importantes sont menées par l'Institut national de recherches archéologiques préventives (INRAP), permettant de découvrir les vestiges de la Porte narbonnaise et du Château Narbonnais. Le nouveau bâtiment du Palais de justice, le long des allées Jules-Guesde, comprend un corps de bâtiments neufs et une salle des pas perdus utilisant le verre, le béton et l'acier, et préservant le mur du château royal et la façade gothique de la Grand-Chambre de la cour d'appel. En 2008, le nouveau Palais de justice est inauguré par la garde des sceaux, Rachida Dati.
De l'autre côté des allées Jules-Guesde, le Muséum connaît également d'importantes transformations. La découverte de fragilités dans la structure des bâtiments entraîne sa fermeture en 1997. Des travaux de rénovation et d'agrandissement sont menés par l'architecte Jean-Paul Viguier et l'agence LCR Architectes. En janvier 2008, le nouveau Muséum rouvre ses portes. Dans le même temps, entre 2011 et 2015, d'importants travaux sont engagés dans l'ancienne faculté des Sciences par l'agence d'architecture Azéma. Le premier bâtiment est réaménagé pour accueillir le Quai des Savoirs, un nouveau lieu destiné à la diffusion de la culture scientifique, technique et industrielle et inauguré en 2016. Le deuxième bâtiment est également rénové pour abriter le siège du PRES (Pôle de recherche et d'enseignement supérieur), devenu en juillet de la même année l'Université Fédérale Toulouse Midi-Pyrénées.
Du point de vue des transports, la station Palais-de-Justice du métro B est ouverte le 30 juin 2007. Mais c'est l'arrivée en 2013 du tramway, dont le terminus se trouve à proximité sur les allées Paul-Feuga, qui modifie le plus largement l'aménagement des allées Jules-Guesde. La partie centrale, occupée par un parking, est transformée en vaste zone piétonne agrémentée d'espaces de verdure. Le tunnel routier est bouché pour laisser sa place à une station et seule la voie nord des allées Jules-Guesde, mise à double-sens, est laissée à la circulation automobile. Il était à l'origine prévu d'y faire passer le tramway, qui aurait eu son terminus au Grand Rond, mais le projet est finalement abandonné.
Depuis son réaménagement, l'esplanade centrale des allées Jules-Guesde est dévolue à des manifestations et des événements réguliers, comme le marché des brocanteurs, déplacé en janvier 2017 à cause des travaux que connaît la place Saint-Sernin, ou ponctuelles, comme la fan zone lors de l'Euro 2016. En revanche, la fête foraine de Saint-Michel, déplacée près du Zénith depuis 2011, n'est pas revenue sur les allées Jules-Guesde.
En janvier 2019, à la suite de la tempête Gabriel, une partie du rempart médiéval s'effondre.

## Patrimoine et lieux d'intérêt

### Immeubles
- no  1 : caserne Saint-Michel.
En 1839, l'architecte de la ville, Urbain Vitry, conçoit le projet de deux casernes pour la gendarmerie à pied (emplacement de l'actuel no 2) et la gendarmerie à cheval. La caserne Saint-Michel s'élève à l'angle de la place Auguste-Lafourcade, où se trouve l'entrée principale[30]. Dans les années 1950, les services de direction sont déplacés à la caserne Courrège, construite au no 202 avenue Jean-Rieux[31]. Depuis, le site est occupé par la compagnie de Toulouse Saint-Michel, qui dépend du Groupement de gendarmerie de la Haute-Garonne. Forte de 225 gendarmes, elle regroupe des Communautés de brigades (CoB), un Peloton de surveillance et d'intervention de la Gendarmerie (PSIG) et une Brigade de recherches (BR)[32].

- no  2 : Palais de justice (tribunal de grande instance, cour d'assises de la Haute-Garonne, cour d'appel et tribunal pour enfants).  Inscrit MH (1994, cour d'appel : façades et toitures donnant sur la cour d'honneur, façade sur jardin de l'aile de la Première Présidence, façade sur cour et toitures de la Première Chambre, salle des pas perdus et son grand escalier ; cour d'assises ; tribunal de grande instance : façades et toitures nord et ouest donnant sur la place du Salin et la place du Parlement ; parties subsistantes du rempart au sud) et  Classé MH (1999, cour d'appel : Première grande Chambre avec sa chapelle attenante ; Salon Doré ; Salon d'Hercule ; vestibule de la Troisième Chambre)[33],[34].

- no  22 : groupe scolaire privé Saint-Stanislas.

- no  26 : tour et prison des Hauts-Murats.  Inscrit MH (1925, tour des Hauts-Murats et vestiges de remparts gallo-romains attenants) et  Inscrit MH (1995, vestiges du rempart médiéval, section de remparts entre la place et l'allée)[35]. 
La tour des Hauts-Murats est construite au IVe siècle, afin de renforcer le rempart gallo-romain au sud de la ville. Elle est probablement réédifiée au Moyen Âge et sert alors de prison pour la sénéchaussée, peut-être dès l'époque des comtes de Toulouse[36]. Elle est restaurée au XVIe siècle et au XVIIe siècle. Une nouvelle prison, désignée comme la prison Furgole, est construite dans la première moitié du XIXe siècle. Elle se compose d'un long bâtiment qui se développe sur un étage et six travées dont une a été fermée à l'étage, accolé au flanc occidental de la tour des Hauts-Murats. À l'ouest, il s’appuie sur les vestiges du mur de la tour de la Sénéchaussée. Une aile occidentale en retour ouvre sur une cour rectangulaire, fermée par un mur en brique, visible depuis les allées Jules-Guesde. Durant l'Occupation, plusieurs résistants y sont enfermés avant d'être déportés. Un bâtiment préfabriqué en rez-de-chaussée est élevé dans la cour dans la deuxième moitié du XXe siècle pour l'Institut national polytechnique de Toulouse (INP)[37]. Le rempart médiéval est endommagé en 2019 lors de la tempête Gabriel.

- no  33-35 : couvent des Carmes déchaussés.  Classé MH (1974, église Saint-Exupère) et  Inscrit MH (1974, façades et toitures sur cour des galeries de l'ancien cloître)[38].
  - no  33 : église Saint-Exupère[39].
  - no  35 : Théâtre Sorano[40] et Muséum d'Histoire Naturelle[41].

- no  37 : faculté de Médecine (dépendante de l'université Paul-Sabatier).
- no  39-41 : Quai des Savoirs (ancienne faculté des Sciences).

### Jardins publics
- Jardin des Plantes.
- Jardin Royal.
- Grand Rond

## Activités
Les allées accueillent le marché forain des allées Jules-Guesde, situé à l'origine sur la place Saint-Sernin,.